# Ruby Cycle Co Ltd
Ruby Cycle Co Ltd. fue un fabricante británico de motocicletas con sede en Ancoats Mánchester. Fundada en 1909, la fábrica produjo una serie de motocicletas bajo la marca Royal Ruby hasta 1932.

## Historia
Ruby Cycle Co. originalmente era un fabricante de bicicletas con su sede en Cannel Street, Ancoats, rodeada por las industrias textiles algodoneras de Mánchester y, al igual que muchos fabricantes de bicicletas de la época, comenzó a producir motocicletas ya desde 1909. Las motocicletas "Royal Ruby", como todas sus máquinas, eran productos de precios altos. Los bastidores eran fabricados por la compañía en Mánchester, pero los motores eran de origen JAP y Villiers.
La gama incluía motores de 250 cc de 2 y de 4 tiempos, así como un inusual "modelo femenino" con un marco especialmente rebajado. El modelo superior de la gama estaba equipado con un motor bicilíndrico en V de válvulas laterales de 976 cc. Durante la Primera Guerra Mundial, la fábrica se adaptó a la producción de municiones y componentes para apoyar el esfuerzo de guerra, pero en 1916 el Ejército Imperial Ruso encargó un gran pedido de motocicletas. Estas motocicletas llegaron a fabricarse, pero su entrega se vio cancelada por el estallido de la revolución rusa en 1919. Aunque se entregaron algunas motocicletas a Rusia, fue muy difícil obtener el pago. Después de que terminó la guerra, el mercado británico de motocicletas estaba saturado de máquinas procedentes de excedentes militares, por lo que les resultó muy difícil vender el contingente de motos en el mercado local, y la empresa quebró.
La compañía Ruby fue adquirida por unos nuevos propietarios, y se construyó una nueva fábrica en Moss Lane, Altrincham, donde se reinició la producción de motocicletas en 1921, junto con su propia marca de motores Ruby, pero las ventas no despegaron y la compañía quebró de nuevo en 1922. Se vendió en 1927 a Albert Horrocks de Bolton,  quien desarrolló una nueva motocicleta con sillín en 1928 utilizando motores Villiers y JAP, con cajas de cambios Albion y Sturmey-Archer. La producción de motocicletas Royal Ruby terminó alrededor de 1931, aunque algunas unidades singulares pudieron haber sido ensambladas a partir de piezas de repuesto hasta 1933.

### Autociclos

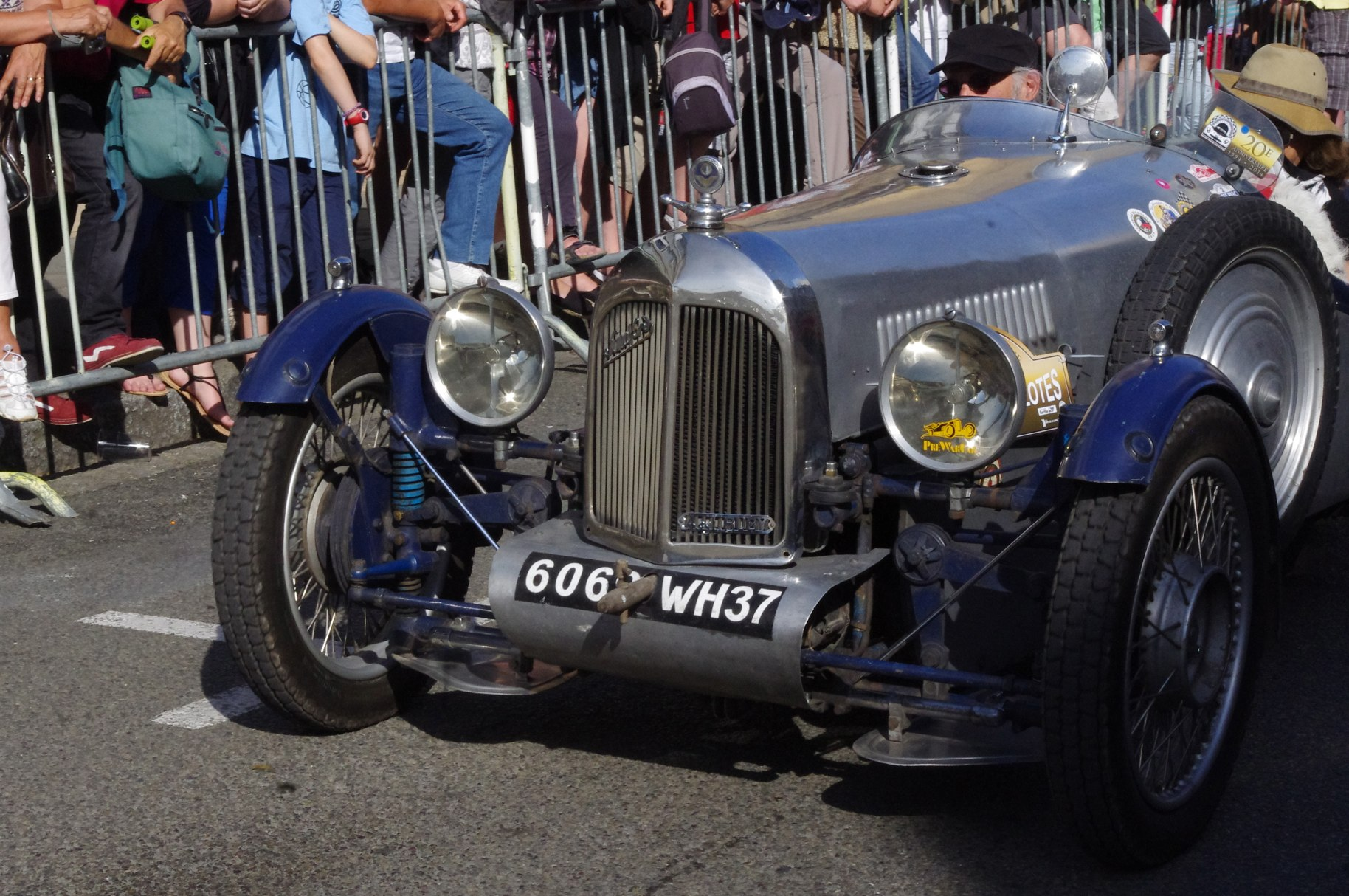
Autociciclo de tres ruedas Royal Ruby

Además de las motocicletas, la compañía también fabricó autociclos en dos períodos diferentes. La producción de ciclocoches experimentó un gran auge antes de la Primera Guerra Mundial, y entre 1913 y 1914 se realizó bajo el nombre de Royal Ruby un vehículo con motor JAP V-2 de 10 hp, caja de cambios de dos velocidades y transmisión por eje o por correa a las ruedas traseras. Se estima que se fabricaron muy pocas unidades.
Se anunció en 1927 otro automóvil Royal Ruby, esta vez un vehículo de tres ruedas con motor JAP de un solo cilindro, pero nuevamente se hicieron muy pocos. Una versión modificada apareció en 1928 llamada MEB, producida por los carroceros de vehículos comerciales Bromilow y Edwards de Bolton.